# Emanuel Herrera
Emanuel Herrera (ur. 13 kwietnia 1987 w Rosario) – argentyński piłkarz występujący na pozycji napastnika. Obecnie jest piłkarzem meksykańskiego Tigres UANL.

## Kariera klubowa
| Sezon   | Klub                     | Kraj      | Rozgrywki        | Mecze | Bramki | Rozgrywki Europy   | Mecze | Bramki |
| ------- | ------------------------ | --------- | ---------------- | ----- | ------ | ------------------ | ----- | ------ |
| 2008/09 | Rosario Central          | Argentyna | Primera División | 0     | 0      | -                  | -     | -      |
| 2008/09 | Chacarita Juniors (wyp.) | Argentyna | Primera B        | 2     | 0      | -                  | -     | -      |
| 2009/10 | Sportivo Italiano (wyp.) | Argentyna | Primera B        | 4     | 0      | -                  | -     | -      |
| 2010/11 | Patronato (wyp.)         | Argentyna | Primera B        | 10    | 0      | -                  | -     | -      |
| 2011    | Deportes Concepción      | Chile     | Primera B        | 35    | 27     | -                  | -     | -      |
| 2012    | Unión Española           | Chile     | Primera división | 21    | 11     | -                  | -     | -      |
| 2012/13 | Montpellier HSC          | Francja   | Ligue 1          | 32    | 6      | Liga Mistrzów UEFA | 3     | 1      |
| 2013/14 | Montpellier HSC          | Francja   | Ligue 1          | 9     | 0      | -                  | -     | -      |
| 2013/14 | Tigres UANL              | Meksyk    | Liga MX          | 10    | 0      | -                  | -     | -      |

Stan na: 25 czerwca 2013 r.